# Парк 7-ї міської комунальної лікарні м. Львова
Парк 7-ї місько́ї комуна́льної ліка́рні м. Льво́ва (Брюхо́вицький дендропа́рк) — парк-пам'ятка садово-паркового мистецтва місцевого значення в Україні. Об'єкт природно-заповідного фонду Львівської області. 
Розташований у смт Брюховичі, Львівської області, на території 7-ї міської кардіологічної лікарні (вулиця Івасюка, 74). 
Площа 1,42 га. Статус надано згідно з рішенням Львівської обласної ради від 18 березня 2014 року № 988. Перебуває у віданні 7-ї міської кардіологічної лікарні. 
Зростають рідкісні дерева і кущі, зокрема: кунінгамія ланцетна (ендемік Китаю), різні види кипарисовиків і туй, а також ялиця, ялина колюча, модрина європейська, сосна кедрова сибірська і тис ягідний (занесений до Червоної книги України). Територія доглянута, облаштована клумбами, доріжками, садовими лавками.  